# Bas Itna Sa Khwaab Hai
Pour plus de détails, voir Fiche technique et Distribution.
Bas Itna Sa Khwaab Hai (trad. : C'est juste un petit rêve) est un film de Bollywood de 2001 réalisé par Goldie Behl avec Abhishek Bachchan et Rani Mukerji. La police de Delhi a arrêté deux personnes, y compris le producteur de films Tanya Behl, après qu'ils ont agressé deux photographes lors du tournage.

## Synopsis
Surajchand est un jeune homme un peu fruste qui quitte Benares pour faire des études à New Delhi et grimper dans l'échelle sociale. Il y tombe rapidement sous le charme de Pooja. Par ailleurs, il attire l'attention de Naved Ali, magnat des médias qui l'aide à monter une chaîne de télévision. Il réalise ainsi son rêve d'ascension sociale grâce aux conseils avisés de la ravissante Lara à laquelle il ne reste pas insensible. Mais petit à petit il se rend compte qu'il n'est qu'un pantin dans le jeu de Naved Ali et que dans sa quête acharnée de réussite, il a fait du tort à ceux qui l'aiment sincèrement.

## Fiche technique
- Titre : Bas Itna Sa Khwaab Hai
- Titre original en hindi : बस इतना सा ख़ाब है
- Titre original en ourdou : بس اتنا سا خواب ہے,
- Réalisateur : Goldie Behl
- Scénario : Goldie Behl
- Musique : Aadesh Shrivastava
- Parolier : Goldie Behl, Nida Fazli et Dev Kohli
- Chorégraphie : Ganesh Acharya et Ahmed Khan
- Direction artistique : Sabu Cyril
- Photographie : Sameer Arya
- Montage : Sanjay Sankla
- Cascades et combats : Bhiku Verma
- Production : Madhu Ramesh Behl
- Langue : hindi
- Pays d'origine : Inde
- Date de sortie : 6 juillet 2001
- Format : Couleurs
- Genre : comédie romantique
- Durée : 169 min

## Distribution
- Abhishek Bachchan - Surajchand Srivastav
- Rani Mukerji -Pooja Srivastav
- Sushmita Sen - Lara Oberoi
- Jackie Shroff -Naved Ali
- Grover Gulshan -Sardar Singh Sweety
- Jaykar Smita -Mme Srivastav (mère de Surajchand)
- Saxena Sharat - Balkishan Deshpande
- Suchitra Pillai  -Malik -Reporter (comme Suchitra Pillai)

## Boxoffice
Week-end d'ouverture
£ 29 689 (UK) (8 juillet 2001) (15 écrans)
Brut
£ 29 689 (UK) (8 juillet 2001)
Week-end brut
£ 29 689 (UK) (8 juillet 2001) (15 écrans)

## Musique
La musique du film est composée par Aadesh Shrivastava.